# Rachelle Kouyo
Rachelle Kouyo (født 24. maj 1983) er en ivoriansk håndboldspiller. Hun spiller på Elfenbenskystens håndboldlandshold, og deltog under VM 2011 i Brasilien.

## Klubber
- Le Havre AC Handball

## Meritter
- Bronze ved All Africa Games i 2007 i Algier sammen med Christine Adjouablé, Céline Dongo, Alimata Dosso, Paula Gondo, Rachelle Kuyo, Eulodie Mambo, Robeace Abogny, Mariam Traoré, Nathalie Kregbo, Julie Toualy, Candide Zanzan og Edwige Zady.